# Konjari

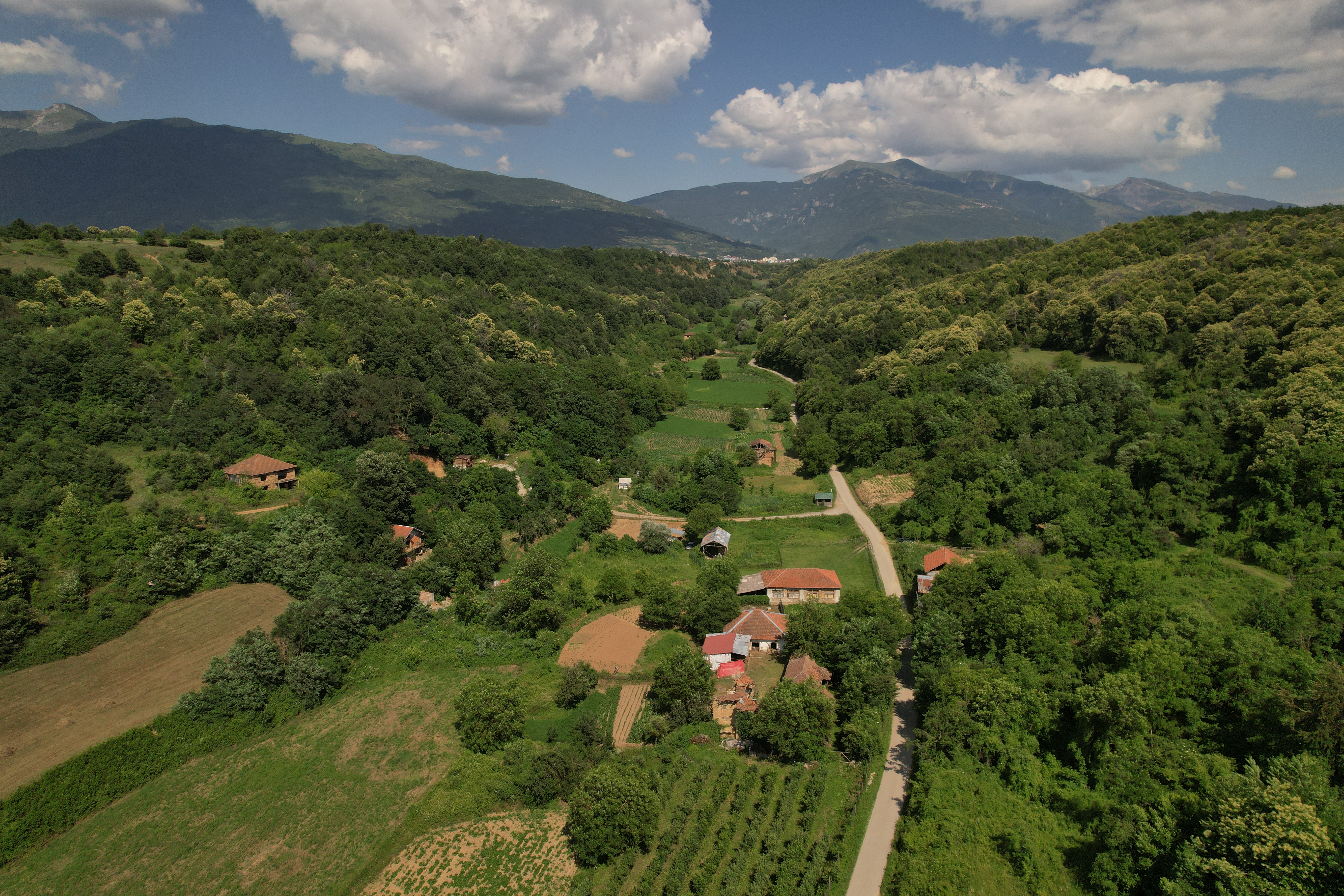
Konjari (2022)

Konjari (mazedonisch Коњари, albanisch Kojnare/Kojnarja) ist ein ehemaliges Dorf in der Opština Debar, Nordmazedonien, es liegt östlich des Schwarzen Drin an der Grenze zu Albanien.
Um die Jahrhundertwende war der Ort türkisch geprägt. 1971 hatte er 415 Einwohner, von denen sich 414 als Albaner bezeichneten, sowie eine Mazedonierin. Laut der Volkszählung 2002 gibt es keine Einwohner mehr.
| Volkszählung | 1948    | 1953  | 1961  | 1971 | 1981 | 1991 | 1994 | 2002 |
| ------------ | ------- | ----- | ----- | ---- | ---- | ---- | ---- | ---- |
| Einwohner    | 320     | 344   | 385   | 415  | -    | - 1  | -    | -    |
| Albaner      | k. A. 2 | k. A. | k. A. | 414  | -    | -    | -    | -    |

## Belege
1. ↑  Cvijić Jovan: Pregled geografske literature o Balkanskom poluostrvu 4 (1901): 52.
2. ↑  Sherafedin Kaso: The settlements with Muslim population in Macedonia. Logos-A, 2005, ISBN 978-9989-58155-7, S. 156 (englisch, com.au).
3. ↑  Republika Makedonija (Hrsg., 2002), Census of Population, Households and Dwellingsin the Republic of Macedonia, 2002, The State Statistical Office, Skopje, 2002, S. 89.
4. 1 2  Macedonia censuses. In: pop-stat.mashke.org. Abgerufen am 21. Februar 2019.